# MGMT
MGMT (antes conocido como The Management) es un grupo de pop psicodélico de Estados Unidos, creado en 2002, integrado por Andrew VanWyngarden (guitarra y primera voz) y Benjamín Goldwasser (teclado maestro y voz); en sus presentaciones en vivo, también lo conforman Simon O'Connor (bajo y voz), James Richardson (guitarra, teclados, voz), Will Berman (percusiones, armónica, voz) y Matthew Asti (bajo). Firmaron con Columbia Records y RED Ink, en 2006, y debutaron profesionalmente en 2007, con el álbum Oracular Spectacular. Después del lanzamiento de Oracular Spectacular, Asti, Richardson y Berman se unieron a la banda principal para la grabación de Congratulations, que se lanzó el 13 de abril de 2010.
El 5 de octubre de 2007, la revista SPIN nombró a MGMT "Artista del Día". En noviembre, Rolling Stone la catalogó como uno de los diez mejores "Artistas a Vigilar" en el 2008. La banda se ubicó novena en el Sondeo de la Top Ten de la BBC del 2008.

## Historia
Ben Goldwasser y Andrew VanWyngarden formaron la banda durante su primer año de estudios en la Universidad Wesleyana de Connecticut. "No estábamos tratando de formar una banda", comentó Goldwasser. "Sólo estábamos pasando el rato e intercambiando la música que nos gustaba." Experimentaron con el noise rock y la música electrónica antes de establecerse en lo que Paco Álvarez, de Spin, llama "su marca actual de pop psicodélico que cambia la forma". Se graduaron en el 2005 y estuvieron de gira bastante tiempo con su EP Time to Pretend, publicado ese mismo año, como teloneros de la banda indie pop Of Montreal.

### Oracular Spectacular(2005-2009)
A finales de 2006, el productor y vicepresidente de Columbia Records, Steve Lillywhite, decide ofrecerles un contrato con su discográfica para grabar cuatro álbumes. El primero de ellos, Oracular Spectacular, salió en mayo del 2008, en Europa, con el tema "Time to Pretend", como primer sencillo. Para la producción del álbum, contaron con el trabajo de Dave Fridmann, que ya había producido a Weezer o The Flaming Lips, entre otros grupos. Además, el primer sencillo Time to Pretend apareció en la película 21: Blackjack, en la comedia Sex Drive, en el capítulo final de la segunda temporada de la serie británica Skins y en el último capítulo de la primera temporada de la serie estadounidense Gossip Girl.[cita requerida]
El álbum tuvo buena acogida de la crítica, calificado por la revista Rolling Stone como "grupo a seguir", y MGMT alcanzó el puesto duodécimo en las listas de álbumes británicas. BBC Radio 1 calificó al grupo como uno de los "Sonidos de 2008" y lo promovió. MGMT interpretó "Time to Pretend" en su país ante una audiencia mayoritaria durante el programa Late Show with David Letterman, y su tema logró situarse en quinto puesto en las listas Heatseekers de Billboard.
La banda compartió escenario con Radiohead en la parada de Mánchester de su tour mundial y anunciaron una intensa gira por el Reino Unido para el mes de noviembre. También tocaron en el Festival de Bonaroo de 2008, así como en el Festival de Glastonbury del mismo año, en el Roskilde Festival, Coachella, T in the Park, en el Oxegen irlandés, en el Motorokr fest, en Rock Werchter y en Lollapalooza. Todos ellos en el 2008.
Ese mismo año, el periódico de Boston The Phoenix los nombró Mejor Nueva Banda de Connecticut, y se editó la canción Metanoia, liberada como sencillo y una de las favoritas en sus presentaciones en vivo, pues mostraba una profunda evolución musical y una variante de sonidos que esclarecían el rumbo que había tomado la banda.

### Congratulations(2009-2012)
Su segundo álbum, Congratulations, salió a la venta el 13 de abril del 2010.
Matthew Asti, James Richardson y Will Berman pasaron el verano del 2009 en Malibu, California, grabando el álbum con Pete Kember (alias Sonic Boom), exmiembro de Spacemen 3 y Spectrum - como productor / gurú, y su amigo Billy Bennett (también un récord de NCAA, para la Universidad de Georgia), como ingeniero.[cita requerida]
MGMT declaró originalmente que no se lanzaría ningún sencillo del álbum. En cambio, por julio de 2010 ya se habían confirmado cuatro sencillos del álbum. La portada para Congratulations fue creada para MGMT por Anthony Ausgang, y el diseño general del empaque es de Josh Cheuse, de Sony Entertainment. El 9 de marzo de 2010, MGMT lanzó la canción "Flash Delirium" para su descarga gratuita en su sitio web oficial. El 20 de marzo, la banda permitió a los usuarios escuchar su nuevo álbum desde su sitio web.[cita requerida]

### MGMTyLittle Dark Age(2012-2019)
MGMT, su tercer álbum, salió a la venta el 17 de septiembre de 2013 recibiendo críticas mixtas por la naturaleza experimental del álbum, siendo este una obra de absoluta experimentación en cuanto a usos y formas instrumentales y sonoras. Mediante sus redes sociales, In March 2016 April 2016 and in March to early April of 2017 MGMT played International Lollapalooza in Latin America for the group  a finales de 2015, el grupo mencionó que en 2016 volverían con nuevo material. Sin embargo, ese año volvieron a cambiar la fecha de dicho álbum, para 2017. El 7 de mayo de 2017, se dio a conocer, mediante sus redes sociales, que el disco tendría por nombre Little Dark Age, y se puso a la venta el 9 de febrero de 2018, después de varios meses de especulaciones acerca de su fecha de publicación.

### MGMT Records yLoss of life(2019-presente)
En 2019 dejan la discográfica Columbia y fundan la suya propia, llamada MGMT Records. 
El 5 de agosto de 2023 el duo se presentó en Progreso, Yucatán como parte del festival Summer Waves XX, durante poco más de una hora ofrecieron un DJ set con todo el estilo que les caracteriza.
En 2024 presentaron su sexto álbum de estudio, Loss of life.

## Miembros de la banda
- Andrew VanWyngarden – vocales, guitarra, teclados, bajo, baterías (2002–presente)
- Benjamin Goldwasser – vocales, teclados, guitarra (2002–presente)
- Will Berman – tambores, percusión, armónica, coros (2005, 2008–presente)
- Matt Asti – bajo, teclados, percusión (2007–presente)
- James Richardson – batería (2007–2008); guitarra solista, teclados, percusión, coros, múltiples instrumentos (2008–presente)
- Hank Sullivant – guitarra (2007–2008; 2013)

## Discografía

### Álbumes
- Oracular Spectacular (2007)
- Congratulations (2010)
- MGMT (2013)
- Little Dark Age (2018)
- Loss of Life (2024)

### Álbumes en directo
- 11.11.11 (2022)

### EP
- We (don't) Care EP (2004) (como The Management)
- Climbing to News Lows (2005) (como The Management)
- Time to Pretend EP (2005)

### Sencillos
| Año                  | Título               | Posición en listas   | Posición en listas   | Posición en listas   | Posición en listas   | Posición en listas   | Posición en listas   | Posición en listas   | Posición en listas   | Posición en listas   | Posición en listas   | Certificaciones                |
| Año                  | Título               | Hot 100              | USA Alt.             | ALE                  | AUS                  | BEL (Fla)            | CAN                  | IRL                  | JPN                  | NOR                  | UK                   | Certificaciones                |
| Oracular Spectacular | Oracular Spectacular | Oracular Spectacular | Oracular Spectacular | Oracular Spectacular | Oracular Spectacular | Oracular Spectacular | Oracular Spectacular | Oracular Spectacular | Oracular Spectacular | Oracular Spectacular | Oracular Spectacular | Oracular Spectacular           |
| -------------------- | -------------------- | -------------------- | -------------------- | -------------------- | -------------------- | -------------------- | -------------------- | -------------------- | -------------------- | -------------------- | -------------------- | ------------------------------ |
| 2008                 | «Time to Pretend»    | 109                  | 23                   | 91                   | 62                   | 52                   | 69                   | 33                   | 75                   | —                    | 35                   | - RIAA: - BPI:                 |
| 2008                 | «Electric Feel»      | 114                  | —                    | 88                   | 7                    | 17                   | 53                   | 21                   | —                    | —                    | 22                   | - ARIA: - RIAA: - RMNZ: - BPI: |
| 2008                 | «Kids»               | 91                   | 9                    | 48                   | 21                   | 19                   | 42                   | 9                    | —                    | 1                    | 16                   | - ARIA: - RIAA: - RMNZ: - BPI: |
| Sencillo sin álbum   |                      |                      |                      |                      |                      |                      |                      |                      |                      |                      |                      |                                |
| 2008                 | «Metanoia»           | —                    | —                    | —                    | —                    | —                    | —                    | —                    | —                    | —                    | —                    |                                |
| Congratulations      |                      |                      |                      |                      |                      |                      |                      |                      |                      |                      |                      |                                |
| 2010                 | «Flash Delirium»     | —                    | —                    | —                    | —                    | 60                   | 87                   | —                    | 81                   | —                    | 179                  |                                |
| 2010                 | «Siberian Breaks»    | —                    | —                    | —                    | —                    | —                    | —                    | —                    | —                    | —                    | —                    |                                |
| 2010                 | «It's Working»       | —                    | —                    | —                    | —                    | —                    | —                    | —                    | —                    | —                    | —                    |                                |
| 2010                 | «Congratulations»    | 124                  | —                    | —                    | —                    | —                    | —                    | —                    | —                    | —                    | —                    |                                |
| MGMT                 |                      |                      |                      |                      |                      |                      |                      |                      |                      |                      |                      |                                |
| 2013                 | «Alien Days»         | —                    | —                    | —                    | —                    | —                    | —                    | —                    | —                    | —                    | —                    |                                |
| 2013                 | «Cool Song No. 2»    | —                    | —                    | —                    | —                    | —                    | —                    | —                    | —                    | —                    | —                    |                                |
| 2013                 | «Your Life Is a Lie» | —                    | —                    | —                    | —                    | 118                  | —                    | —                    | —                    | —                    | —                    |                                |

Colaboraciones con otros artistas
- Kid Cudi y Ratatat – «Pursuit of Happiness» (2009)
- Flaming Lips – Embryonic ("Worm Mountain") (2009)
- Ben Goldwasser participó con Amazing Baby en el álbum Rewild (2009)
- Yo Gabba Gabba! – "Art is Everywhere" para el álbum Music is Awesome! Volume 2 (2010)
- Nipsey Hussle – "Call from the Bank" incluido en el mixtape The Marathon (2010)
- Frank Ocean – "Nature Feels" para el álbum Nostalgia, Ultra (2011)